# Шарлотта Вільгельміна Ангальт-Бернбурзька
Шарлотта Вільгельміна Ангальт-Бернбурзька (нім. Charlotte Wilhelmine von Anhalt-Bernburg, 25 серпня 1737 — 26 квітня 1777) — принцеса Ангальт-Бернбурзька з дому Асканіїв, донька князя Ангальт-Бернбургу Віктора II Фрідріха та Альбертіни Бранденбург-Шведтської, дружина князя Шварцбург-Зондерсгаузену Крістіана Ґюнтера III.

## Біографія
Народилась 25 серпня 1737 року у Бернбурзі другою дитиною та старшою донькою в родині князя Ангальт-Бернбургу Віктора II Фрідріха та його другої дружини Альбертіни Бранденбург-Шведтської. Мала старшого брата Фрідріха Альбрехта й молодших сестер Фредеріку Августу та Крістіну Єлизавету. Від першого шлюбу батька також мала єдинокровну сестру Софію Луїзу. 
Мешкало сімейство в Бернбурзькому та Балленштедтському замках.

Втратила матір у 13-річному віці. Батько відразу узяв морганатичний шлюб із Констанцією Шмідт, яка згодом народила ще одну доньку.

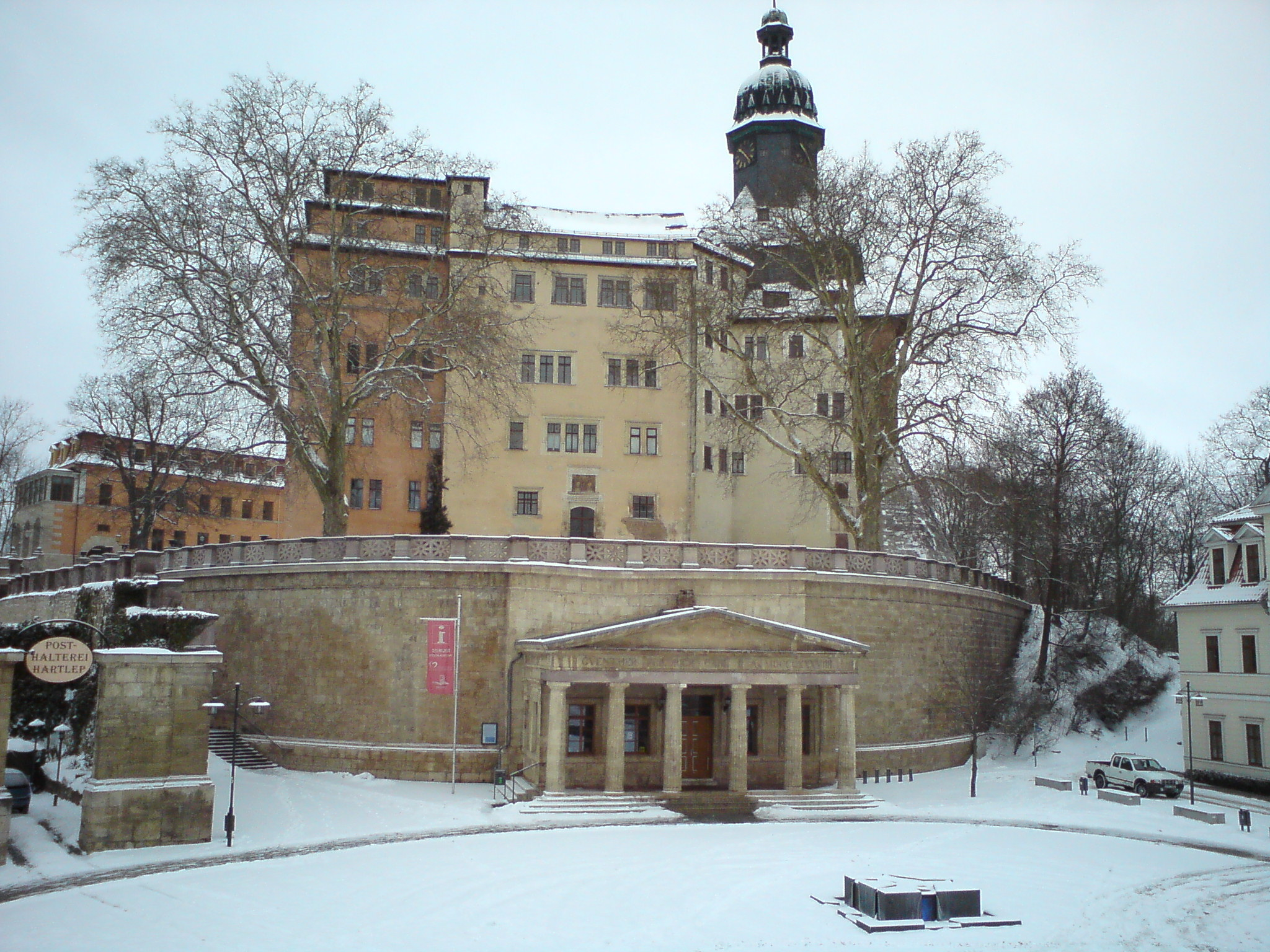
Зондерсгаузенський замок

У 22 роки стала дружиною князя Шварцбург-Зондерсгаузену Крістіана Гюнтера III, який був її однолітком. Весілля відбулося 4 лютого 1760 року у Бернбурзі. Оселилася пара у Зондерсгаузенському замку, який Крістіана Ґюнтер почав розбудовувати. Він виявився добрим сім'янином та економним правителем. У шлюбі народила шестеро дітей.
Померла 26 квітня 1777 року у Зондерсгаузені у 39-річному віці. Була похована в Оттервіші.

## Родина
Чоловік — Крістіан Гюнтера III, князь Шварцбург-Зондерсгаузенський
Діти:
- Гюнтер Фрідріх Карл (1760—1837) — князь Шварцбург-Зондерсгаузена у 1794—1835 роках, був одружений з принцесою Кароліною Шварцбург-Рудольштадтською, мав двох законних дітей і кількох позашлюбних;
- Катерина Фредеріка (1761—1801) — дружина принца Шварцбург-Зондерсгаузенського Крістіана, мала єдину доньку;
- Ґюнтер Альбрехт Август (1767—1833) — одруженим не був, мав позашлюбного сина;
- Кароліна Августа (1769—1819) — деканіса Герфордського монастиря;
- Альбертіна Вільгельміна (1771—1829) — була одружена із герцогом Вюртемберзьким Фердинандом, дітей не мала;
- Йоганн Карл Ґюнтер (1772—1842) — був одружений із принцесою Шварцбург-Зондерсгаузенською Ґюнтеріною, мав четверо дітей.